# Rezept zum Verlieben
Rezept zum Verlieben (Originaltitel: No Reservations) ist ein romantisches Filmdrama von Scott Hicks aus dem Jahr 2007 mit Catherine Zeta-Jones und Aaron Eckhart in den Hauptrollen.
Es handelt sich um eine Neuverfilmung des Films Bella Martha aus dem Jahr 2001.

## Handlung
Die Perfektionistin Kate Armstrong ist Chefköchin im noblen Restaurant 22 Bleecker in Manhattan. Ihr fällt es schwer, mit Kritik an sich oder ihrem Essen umzugehen, so dass sie von ihrer Chefin zu einem Therapeuten geschickt wird.
Eines Tages stirbt Kates Schwester Christine bei einem Autounfall. Um die Adoption ihrer Nichte Zoe, deren Vater unbekannt ist, zu verhindern, erklärt sich Kate bereit, sie bei sich aufzunehmen. Kate weiß jedoch nicht recht mit Zoe umzugehen, so ist sie beispielsweise überrascht, warum die von ihr gekochten, edlen Gerichte von dem 10-jährigen Kind nicht gegessen werden und das Mädchen einfache Nudelgerichte bevorzugt.
Zu allem Überfluss wird ihr ein neuer Koch, Nick Palmer, zur Seite gestellt. In ihm sieht Kate eine Bedrohung ihrer Stellung als Küchenchefin und so gerät sie mit Nick häufig aneinander. Bei einem Besuch Zoes im Restaurant ist es Nick, der Zugang zu dem Mädchen findet. In der Folge besucht Zoe das Restaurant immer häufiger und Kate und Nick kommen sich allmählich näher.
Eines Tages schläft Zoe im Klassenzimmer ein, woraufhin das Mädchen erklärt, sie müsse für Kost und Logis im Restaurant arbeiten. Die Schulleiterin droht, die Behörden zu informieren. Um Zoe nicht zu verlieren, verbietet Kate die abendlichen Besuche im Restaurant. Dies wird von Zoe als Zurückweisung aufgefasst.
Nick erhält das Angebot von Kates Chefin, sie als Küchenchefin zu ersetzen, und lehnt es ab. Die Beziehung von Kate und Nick scheint damit jedoch beendet. Als Zoe von der Trennung erfährt, läuft sie weg. Nick hilft Kate bei der Suche und gemeinsam finden sie das Kind schließlich am Grab der Mutter. Nick wird die Stelle eines Chefkochs in einem Restaurant in San Francisco angeboten.
Kate weiß nicht mehr weiter. Ihrem Therapeuten sagt sie, dass sie gerne ein „Kochbuch fürs Leben“ hätte. Dieser erwidert „die Rezepte, die Sie selbst kreieren, sind die besten“. Daraufhin geht sie zu Nick und bittet ihn, nicht nach San Francisco zu gehen und mit ihr zusammenzubleiben. Schließlich eröffnen beide gemeinsam ein eigenes Bistro namens „Kate-Nick-Zoe’s-Bistro“.

## Hintergrund
Der Film wurde in den beiden New Yorker Stadtteilen Brooklyn Heights sowie Greenwich Village gedreht.
Die Produktion dauerte vom 5. Dezember 2005 bis zum 18. November 2006 und kostete schätzungsweise 28 Millionen US-Dollar. Der Film startete in den Kinos der USA am 27. Juli 2007, wo er am Startwochenende etwa 11,7 Millionen US-Dollar und weltweit insgesamt rund 92,6 Millionen US-Dollar einspielte. Der deutsche Kinostart war am 13. September 2007, dem gut 300.000 Besucher in die Kinos folgten.
Für diese Neuverfilmung des Films Bella Martha adaptierte Carol Fuchs das Originaldrehbuch von Sandra Nettelbeck.
Philip Glass schrieb die Filmmusik und hat im Film einen kurzen Cameo-Auftritt als Gast im Bistro.
Als Vorbereitung auf ihre Rolle arbeitete Catherine Zeta-Jones einen Abend als Bedienung im Fiamma Osteria in New York. Auf die Bemerkung eines Gastes, wie sehr sie Catherine Zeta-Jones ähnele, antwortete sie laut USA Weekend, sie höre dies immerzu.

## Kritiken
James Berardinelli schrieb auf ReelViews, der Film sei zwar kein „zeitgenössischer Klassiker“, aber er habe mehr Herz als fast alle Filme, die derzeit vorgeführt würden. Er sei „reizvoll“ und „bewegend“, es sei jedoch schwierig, im Sommer ein Publikum für eine „kleine“, auf ihren Charakteren beruhende Geschichte über eine einsame Köchin und über ein Kind ohne Mutter zu finden. Catherine Zeta-Jones mache „ausgezeichnete“ Arbeit, indem sie die Traurigkeit des gespielten Charakters äußere. Abigail Breslin als Zoe treffe manchmal die falsche Note, aber sie sei insgesamt glaubwürdig.
Carina Chocano schrieb in der Los Angeles Times vom 27. Juli 2007, der Film gehöre zu jenen Filmen, die präzise ein Leben darstellen würden, das nicht existiere. Er wirke eindimensional. Obwohl alles im Film so konzipiert würde, dass sich der Zuschauer nach der Vorführung besser fühle, dies wirke auf eine deprimierende Weise „künstlich“ und „beschönigend“.
Der Filmdienst urteilt: „Adaption von Sandra Nettelbecks deutschem Erfolgsfilm Bella Martha 2001 für den US-Markt, deren weiblicher Star die Entwicklung seiner Rolle nicht glaubwürdig zu verkörpern weiß. Die solide, aber etwas seelenlos inszenierte romantische Komödie entfaltet immerhin bei der Darstellung des Küchenalltags einigen Reiz.“

## Auszeichnungen
Abigail Breslin wurde für ihre Rolle für einen Young Artist Award nominiert.
Die Deutsche Film- und Medienbewertung FBW in Wiesbaden verlieh dem Film das Prädikat besonders wertvoll.